# 戸田一雄
戸田 一雄（とだ かずお、1941年2月 - ）は、日本の実業家、教育者。文化学院理事長、元松下電器産業代表取締役副社長。

## 来歴
1941年大阪府に生まれる。1964年に滋賀大学経済学部を卒業後、松下電器産業（現パナソニック）入社。同社常務取締役、専務取締役、副社長、社長代行、顧問を経て、2009年より文化学院理事長。この間、松下電器産業電化・住設社社長、パナソニックAVCネットワーク社社長、松下電工取締役、アスクル社外取締役、国際ユニヴァーサルデザイン協議会議長、松下国内マーケティング大学学長、文化学院校長などを歴任。また、2007年からは京都工芸繊維大学と母校の滋賀大学で特任教授を務めている。

## 人物・評価
戸田の人物と経営者としての評価を的確に表したものとして、大河原克行の以下の文章を引用する。

## 年譜
- 1941年 - 大阪府にて出生
- 1964年 - 滋賀大学経済学部卒業
- 1964年 - 松下電器産業入社
- 1997年 - 松下電器産業常務取締役（代表取締役）
- 1999年 - 松下電器産業専務取締役（代表取締役）、電化・住設社社長
- 2000年 - パナソニックAVCネットワーク社社長
- 2002年 - 国際ユニヴァーサルデザイン協議会議長
- 2003年 - 松下電器産業取締役副社長（代表取締役）
- 2004年 - 松下電工取締役
- 2005年 - 松下電器産業社長代行
- 2006年 - 松下電器産業顧問、松下国内マーケティング大学学長
- 2007年 - 文化学院校長、滋賀大学・京都工芸繊維大学特任教授、アスクル社外取締役
- 2009年 - 文化学院理事長

## 関連人物
- 中村邦夫
- 前川一博